# Пекари (Гнезненський повіт)
Пекари (пол. Piekary) — село в Польщі, у гміні Ґнезно Гнезненського повіту Великопольського воєводства.
Населення — 450 осіб (2011).
У 1975-1998 роках село належало до Познанського воєводства.

## Демографія
Демографічна структура станом на 31 березня 2011 року:
|          | Загалом | Допрацездатний вік | Працездатний вік | Постпрацездатний вік |
| -------- | ------- | ------------------ | ---------------- | -------------------- |
| Чоловіки | 219     | 52                 | 153              | 14                   |
| Жінки    | 231     | 49                 | 153              | 29                   |
| Разом    | 450     | 101                | 306              | 43                   |